# الاستيعاب في معرفة الأصحاب
الاستيعاب في معرفة الأصحاب هو كتاب في ترجمة الصحابة، ألفه الحافظ أبو عمر يوسف بن عبد الله النمري المعروف بابن عبد البر (368-463)، يعتبر الكتاب من أوائل الكتب التي ألفت في الصحابة، وكان منهج المؤلف في كتابه أن كان يذكر الصحابي ومن روى عنه، وشيئا ممن روى عن رسول الله ﷺ، وبعض أمور تتعلق به ووفاته وعمره.
جمع فيه ابن عبد البر ما استطاع جمعه عن صحابة رسول الله ﷺ.
وقد ذكر ابن عبد البر في مقدمة كتابه الاستيعاب ما يلي:
| الاستيعاب في معرفة الأصحاب | أما بعد فإن أولى ما نظر فيه الطالب وعُني به العالم بعد كتاب الله عز وجل سنن رسوله صلى الله عليه وآله وسلم، فهي المبينة لمراد الله عز وجل من مجملات كتابه، والدالة على حدوده والميسرة له والهادية إلى الصراط المستقيم صراط الله، من اتبعها اهتدى ومن سلك غير سبيلها ضل وغوى وولاه الله ما تولى، ومن أوكد آلات السنن المعنية عليها والمؤدية إلى حفظها معرفة الذين نقلوها عن نبيهم صلى الله عليه وآله وسلم إلى الناس كافة وحفظوها عليه وبلّغوها عنه وهم صحابته الحواريون الذين وعوها وأدوها ناصحين محسنين حتى كمل بما نقلوه الدين وثبت بهم حجة الله على المسلمين فهم خير القرون وخير أمة أخرجت للناس | الاستيعاب في معرفة الأصحاب |

وقد أثنى ابن حزم الأندلسي على مجموع مؤلفات شيخه ابن عبد البر عامة، في معرض حديثه عن فضائل الأندلس، منوِّهًا خاصة بكتابه الاستيعاب قائلا: 
| الاستيعاب في معرفة الأصحاب | ومنها كتابه في الصحابة [سماه كتاب الاستيعاب في أسماء المذكورين في الروايات والسير والمصنفات من الصحابة رضي الله عنهم، والتعريف بهم؛ وتلخيص أحوالهم ومنازلهم؛ وعيون أخبارهم على حروف المعجم، اثنا عشر جزءًا] ليس لأحد من المتقدمين مِثْله، على كَثْرة ما صنَّفوا في ذلك. | الاستيعاب في معرفة الأصحاب |

## أهمية الكتاب
- يعد من الكتب الأساسية في التاريخ الإسلامي، وقد استفاد منه كثيرًا كلٌ من ابن الأثير وابن حجر.
- يعد معجمًا لصحابة رسول الله ﷺ ورواة الحديث أيضًا، بما فيهم الرجال والنساء.
- شمل الكتاب كل مسلم كان حيًا على عهد رسول الله ﷺ استطاع المؤلف جمع معلومات عنه، وليس فقط من كان يعيش في المدينة.

## مضمون الكتاب
قسم المؤلف كتابه إلى عدة أقسام:
1. المقدمة: كتب فيها عن رسول الله ﷺ وزوجاته وأولاده وفضائله وغزواته ونبوته. وأتى فيها على ذكر أهمية الاعتناء بالسنة النبوية، باعتبارها الأداة «المُبَيِّنَة لمراد الله عز وجل من مجملات كتابه، والدالة على حدوده، والمفسرة له»[6]، وأن معرفة ناقليها عن النبي؛ صلى الله عليه وسلم، وهم الصحابة، من أَوْكَدِ السُّبُل المُعِينَةِ على حفظها. ثم أوضح ثبوت عدالة الصحابة، وتحدث عن فضلهم ومنزلتهم. ذكر أنَّه يجب معرفة عن الصحابة: اسم الصحابي، ونسبه، والبحث عن سيرته للاقتداء بها، أما عدالته فهي من الأمور المسلم بها. ثم استعرض أسماء الكتب التي وضعها أصحابها في هذا اللون من الـتأليف، منتقدًا طريقة عرضهم لمضامين الترجمة قائلا: «نظرت إلى كثير مما صنفوه في ذلك وتأمّلت ما ألّفوه، فرأيتهم -رحمة الله عليهم- قد طوَّلوا في بعض ذلك وأكثروا من تكرار الرفع في الأنساب ومخارج الروايات»[7]، في حين فاتهم استيعاب أخبار المترجمين لهم وبيان أحوالهم.
2. أسماء رجال الصحابة، وجعله أبوابًا.
3. كنى الرجال: فبعد انتهاءه من ذكر أسماء رجال الصحابة، بدأ بذكر كُناهم، ممن عرفوا بها ولم تُعرفهم أسماؤهم، أو كان الغالب مناداته بكنيته بدل اسمه.
4. أسماء نساء الصحابة: فذكر فيه الراويات وغيرهن ممن ذُكرت أسماؤهن في الروايات.
5. كنى النساء: وكما في كتاب كُنى الرجال، قام هنا بذكر أسماء النساء اللواتي اشتهرن بكنيتهن، سواء عرف اسمهن أم لم يعرف.

شمل ابن عبد البر في الكتاب 3500 ترجمة لصحابة رجال ونساء، لكن استدرك عليه بمرور الزمن تراجم كثيرة أخرى، أُخذت بعضها من ذيول الكتاب، واستدراكات بعض تلاميذه، وبلغ مجموع التراجم في الكتاب المطبوع اليوم: 4225 ترجمة.
والإمام ابن عبد البر لا يزعم أنه استقصى جميع تراجم الصحابة، واستوعب أسماءهم، بل هو يُصَرِّح في طالعة كتابه قائلا:
«على أنِّي لا أدَّعي الإحاطة، بل أعترف بالتقصير الذي هو الأغلب على الناس».
لذلك عهد ابن عبد البر إلى تلميذه أبي علي الحسين الغسَّاني الجيَّاني (ت 478هـ) وأوصاه بأن يلحق بكتابه، ما فاته من أسماء الصحابة الكرام، قائلا له: «أمانة الله في عنقك متى عثرت على اسم من الصحابة لم أذكره، إلا ألحقته في كتابي الذي في الصحابة».

## منهج ابن عبد البر في كتابه
1. بدأ فيه بالحديث عن رسول الله ﷺ ثم أسماء الصحابة ثم كُناهم ثم أسماء الصحابيات ثم كُناهن.
2. كان يذكر كل من وجد اسمه أو كنيته من المسلمين الذين عاصروا رسول الله ﷺ وقد كان هذا من شرطه في الكتاب فقال:

| الاستيعاب في معرفة الأصحاب | ولم أقتصر في هذا الكتاب على ذكر من صحت صحبته ومجالسته حتى ذكرنا من لقي النبي ، ولو لقته واحدة مؤمنًا به، أو رآه رؤية، أو سمع منه لفظة فأداها عنه، واتصل ذلك بنا على حسب روايتنا، وكذلك ذكرنا من ولد على عهده من أبوين مسلمين فدعا له، أو نظر إليه، وبارك عليه، ونحو هذا، ومن كان مؤمنا به قد أدى الصدقة إليه ولم يرد عليه. | الاستيعاب في معرفة الأصحاب |

1. رتَّب ابن عبد البر تراجم كتابه ترتيبًا أبجديًا تبعًا للترتيب المتعارف عليه في المغرب، حسب الترتيب السائد في المغرب والأندلس. ولكن من طبعه جعلوه على ترتيب حروف أهل المشرق ليسهل البحث فيه.
2. اقتصر في الترتيب على الحروف في الاسم فقط، أما في الآباء فلم يلتزم ذلك دائمًا (مثلًا: 1 / 142 - 143، 150، 152، 171).
3. كان يذكر عدة روايات للموضوع الواحد، وذلك بغية المقارنة بينها، فيخلص إلى الأدق. ومن ذلك ذكره لروايات متعددة في وفاة عبد الله بن عمرو بن العاص، ثم رجح أكثرها صحة لما رأى فيها من تفاصيل الخبر من السنة والشهر واليوم. وبعض روايات أبي الدرداء التي تعارضت في تحديد سنة وفاته، ثم اختار الراجح منها.[11]
4. كان ينتقد الرواية التي يرى فيها خطئًا (كما في انتقاده لبعض روايات نسب أبي يزيد بن سلمة الأنصاري)، وأحيانًا يكون محايدًا تجاه الروايات فلا ينقد إحداها.[12]
5. اعتمد ابن عبد البر كُتبَ كثيرٍ ممنْ سبقوه، واستند إليها في صياغة كتابة تراجمه، مراعيًا الاختصار في الاقتباس منها، وكان حريصًا على توثيق طرق تحمل تلك المؤلفات التي أفاد منها، دلّت على سعة مروياته وعلى تباين الأسانيد الموصولة بمؤلفها.

## انتقادات على الكتاب
لم يصب ابن عبد البر جميع الصحابة المذكورين في المرويات المنقولة. فقد جمع في كتابه 3500 اسمًا، لكن جمعه لهذا العدد وفي ذلك الوقت يجعل من إغفاله عددًا من الأسماء أمرًا طبيعيًا، ويجعل من جهده كبيرًا.
ألف محمد بن فتحون أيضًا كتابًا ذكر فيه أنَّ لابن عبد البر بعض الأوهام في كتابه الاستيعاب.